# Tiujsk
Tiujsk (ros. Тюйск) – wieś (dieriewnia) w Rosji, w Baszkortostanie, w rejonie askińskim. W 2010 liczyła 257 mieszkańców.